# Berhala
Berhala is een bestuurslaag in het regentschap Lingga van de provincie Riouwarchipel, Indonesië. Berhala telt 530 inwoners (volkstelling 2010).